# Ксав'є Чен
Ксав'є Чен (кит.: 陳昌源/夏維耶 / фр. Xavier Chen; нар. 5 жовтня 1983, Беркем-Сент-Агат, Бельгія) — тайваньський та бельгійський футболіст, правий захисник. Розпочав юнацьку кар’єру в «Андерлехті», а потім перейшов у «Кортрейк», де й розпочав дорослу футбольну кар'єру (2003–2007). Після «Кортрейка» провів шість років у «Мехелені» (2007–2013) і два — в «Гуйчжоу Женьхе» (2013–2015), перш ніж повернутися до «Мехелена». Народився в Бельгії, але на міжнародному рівні представляв Китайський Тайбей.

## Клубна кар'єра
Дорослу футбольну кар'єру розпочав у «Кортрейку» з третього дивізіону чемпіонату Бельгії, з яким у своєму дебютному сезоні вийшов у другий дивізіон. У червні 2007 року підписав контракт з новачком вищого дивізіону «Мехеленом», де по-справжньому заявив про себе й став капітаном команди. 
Через незручність поїздок між Бельгією та Тайванем у січні 2013 року вирішив перейти до китайського клубу «Гуйчжоу Женьхе», коли прийняв запрошення ФАКТ грати за національну збірну. У тому ж році виграв із командою Кубок Китайської футбольної асоціації, а в 2014 році став володарем Суперкубку Китаю та брав участь у груповій стадії Ліги чемпіонів АФК, проте посів із командою останнє місце у групі. За два сезони провів за китайський клуб 87 матчів та відзначився 2-ма голами. 
У січні 2016 року Чень повернувся в «Мехелен», заявивши, що планував грати в Китаї максимум три роки. Декілька китайських команд виявили інтерес до флангового захисника, але він зрештою вирішив повернутися до країни свого народження. Загалом провів сім сезонів у «Мехелені». Після закінчення контракту у нього була усна згода на її продовження, але тренер Янніка Феррера дав йому зрозуміти, що більше не розраховує на гравця. Після цього Чен вирішує завершити свою спортивну кар'єру у віці 33 років.

## Кар'єра в збірній
На початку кар'єри був гравцем юнацької збірної Бельгії, у складі якої брав участь в юнацькому чемпіонаті Європи (U-19) 2002 року, на якому зіграв у всіх трьох матчах групового етапу, але посів із командою останнє місце у групі, набравши 1 очко.
Право Ксав'є грати за Тайвань було виявлено директором зі зв’язків із громадськістю Футбольної асоціації Китайського Тайбею Чень Чіа Міном у 2009 році й Чена запросили грати за національну збірну. Китайська футбольна асоціація також зробила спробу запросити Чена через три місяці після відповідної спроби ФАКТу. 24 травня 2011 року, за порадою родичів з Тайваню, Чен вирішив грати за Тайвань.
Дебютував за збірну 3 липня 2011 року у поєдинку проти Малайзії, в якому відзначився переможним голом. Цей результат став першим за 10 років, коли Тайвань переміг суперника, який входив до топ-150 збірних за версією ФІФА. Відвідуваність гри була рекордною – 15 335 уболівальника, що на 10 000 вище середнього показника. 9 жовтня 2015 року забив третій м'яч за збірну Тайваню, у переможному (5:1) поєдинку проти Макао.

## По завершенні кар'єри
Разом зі своїм другом Джоном Пригожиним Ксав’є Чен відкрив ресторан вуличної їжі в Ікселі під назвою Old Boy. Він також працює футбольним аналітиком бельгійського каналу Proximus Sports.

## Особисте життя
Народився в родині французької матері та тайванського батька. Дідусь Ксав'є колишній кадровий дипломат, який до сих пір проживає на Тайвані.

## Статистика виступів

### Клубна
| Сезон             | Клуб              | Змагання                | Змагання | Змагання | Плей-оф | Плей-оф | Кубок | Кубок | Загалом | Загалом |
| Сезон             | Клуб              | Змагання                | Матчі    | Голи     | Матчі   | Голи    | Матчі | Голи  | Матчі   | Голи    |
| ----------------- | ----------------- | ----------------------- | -------- | -------- | ------- | ------- | ----- | ----- | ------- | ------- |
| 2004-2005         | «Кортрейк»        | Другий дивізіон Бельгії | 31       | 0        | ?       | ?       | 0     | 0     | 31      | 0       |
| 2005-2006         | «Кортрейк»        | Другий дивізіон Бельгії | 21       | 0        | ?       | ?       | 0     | 0     | 21      | 0       |
| 2006-2007         | «Кортрейк»        | Другий дивізіон Бельгії | 32       | 0        | ?       | ?       | 4     | 1     | 36      | 1       |
| 2007-2008         | «Мехелен»         | Ліга Жупіле             | 9        | 0        | ?       | ?       | 0     | 0     | 9       | 0       |
| 2008-2009         | «Мехелен»         | Ліга Жупіле             | 25       | 0        | ?       | ?       | 6     | 0     | 31      | 0       |
| 2009-2010         | «Мехелен»         | Ліга Жупіле             | 19       | 0        | 4       | 0       | 3     | 0     | 26      | 0       |
| 2010-2011         | «Мехелен»         | Ліга Жупіле             | 28       | 0        | 6       | 0       | 4     | 0     | 38      | 0       |
| 2011-2012         | «Мехелен»         | Ліга Жупіле             | 28       | 0        | 5       | 0       | 1     | 0     | 34      | 0       |
| 2012-2013         | «Мехелен»         | Ліга Жупіле             | 16       | 0        | 0       | 0       | 1     | 0     | 17      | 0       |
| 2013              | «Гуйчжоу Женьхе»  | Китайська Суперліга     | 25       | 1        | ?       | ?       | 4     | 0     | 29      | 1       |
| 2014              | «Гуйчжоу Женьхе»  | Китайська Суперліга     | 27       | 1        | ?       | ?       | 0     | 0     | 27      | 1       |
| 2015              | «Гуйчжоу Женьхе»  | Китайська Суперліга     | 23       | 0        | ?       | ?       | 0     | 0     | 23      | 0       |
| 2015-2016         | «Мехелен»         | Ліга Жупіле             | 3        | 0        | 1       | 0       | 0     | 0     | 4       | 0       |
| 2016-2017         | «Мехелен»         | Ліга Жупіле             | 15       | 0        | 0       | 0       | 1     | 0     | 16      | 0       |
| Усього за кар'єру | Усього за кар'єру | Усього за кар'єру       | 302      | 2        | 16      | 0       | 24    | 1     | 342     | 3       |

### Голи за збірну
| № | Дата           | Місце                                  | Суперник | Рахунок | Результат | Змагання                           |
| - | -------------- | -------------------------------------- | -------- | ------- | --------- | ---------------------------------- |
| 1 | 3 липня 2011   | Муніципальний стадіон, Тайбей, Тайвань | Малайзія | 3–2     | 3–2       | кваліфікація чемпіонату світу 2014 |
| 2 | 9 жовтня 2015  | Муніципальний стадіон, Тайбей, Тайвань | Макао    | 3–1     | 5–1       | Товариський матч                   |
| 3 | 10 червня 2017 | Джалар Бесар, Калланг, Сінгапур        | Сінгапур | 1–1     | 2–1       | кваліфікація кубку Азії 2019       |

## Досягнення
«Гуйчжоу Женьхе»
- Кубок Китаю
  -  Володар (1): 2013[4]

- Суперкубок Китаю
  -  Володар (1): 2014